# Susan Boyle
Susan Magdalane Boyle (Blackburn, 1 april 1961) is een Schotse zangeres. Ze raakte bekend in 2009, toen ze meedeed aan het derde seizoen van de talentenjacht Britain's Got Talent. Haar vertolking in de eerste ronde van I dreamed a dream (uit de musical Les Misérables) bezorgde haar wereldwijde populariteit. Uiteindelijk behaalde Boyle de tweede plaats. De studioalbums die ze in de jaren daarna uitbracht, verkochten zeer goed.

## Achtergrond
Susan Boyle is geboren in het Zuid-Schotse raadsgebied West Lothian, als dochter van Patrick Boyle, werkzaam in de British Leylandfabriek in Bathgate (West Lothian), en Bridget, stenotypiste, beiden Ierse immigranten.
Ze is de jongste van vier broers en zes zussen. Bij haar geboorte was haar moeder 47 jaar oud. Boyle had gedurende korte tijd zuurstofgebrek tijdens de moeilijke bevalling. Lange tijd werd verondersteld dat ze als gevolg daarvan leerproblemen had. In 2013 werd ze echter gediagnosticeerd met het syndroom van Asperger met een bovengemiddeld IQ. Naar eigen zeggen werd ze gepest als kind en kreeg ze op school de bijnaam 'Susie Simple'.
Na school werkte ze zes maanden als leerlingkok in de keuken van West Lothian College. Van tijd tot tijd kwam ze in het theater om naar professionele zangers te luisteren. Ze bleef zelf actief als vrijwilliger bij de rooms-katholieke kerk van Onze Lieve Vrouwe van Lourdes in Blackburn.
Boyle woont nog steeds in de eengezinswoning waar ze opgroeide, samen met haar kat Pebbles. Haar vader overleed in de jaren negentig en haar broers en zussen waren het huis uit. Omdat ze niet trouwde, wijdde Boyle zich aan de verzorging van haar bejaarde moeder totdat die in 2007 overleed op 91-jarige leeftijd.

### Vroege zangactiviteiten
Boyle nam zanglessen van Fred O'Neil. Ze volgde lessen op de Edinburgh Acting School, en deed mee aan de Edinburgh Fringe.
Enkele vroege videoclips van haar optredens zijn boven water gekomen: in 1984 trad Boyle op met The way we were op Motherwell FC Social Club. Op 25-jarige leeftijd werd Boyle gefilmd terwijl ze I don't know how to love Him van Jesus Christ Superstar zong op de gouden bruiloft van haar ouders.
In 1995 zong ze datzelfde nummer op een auditie voor Michael Barrymores My Kind of People in het Olympia Shopping Centre in Glasgow. Ze vertelde dat ze te nerveus was om een goede indruk te maken, maar haar broer Gerald is van mening dat ze afgewezen werd vanwege haar voorkomen. Op een amateurvideo is te zien hoe Barrymore er klaarblijkelijk meer geïnteresseerd in was haar te bespotten. In 1999 nam ze Cry me a river op voor een liefdadigheids-cd ter gelegenheid van de Millenniumwisseling, geproduceerd op een school in Whitburn, West Lothian. Daarvan werden slechts 1000 exemplaren uitgebracht. De cd was getiteld Music for a Millennium Celebration, Sounds of West Lothian. In de eerst bekende recensie van Boyle's zangcapaciteiten gaf een recensent van de West Lothian Herald & Post aan dat Boyle's vertolking van Cry me a river hartverwarmend was en dat deze op herhaling stond in zijn cd-speler vanaf het moment dat hij de cd kreeg. Deze opname werd online gezet in de week na 11 april 2009, en kreeg meteen erkenning: de New York Post schreef dat dit toonde dat Boyle geen eendagsvlieg was, en voorspelde dat de originele compilatie een waardevol collector's item zou worden.
In 1999 gebruikte Boyle al haar spaargeld om een professionele demo tape te maken die ze naar platenmaatschappijen stuurde en naar radio talentenjachten, lokale en nationale televisie. Ze gaf een paar exemplaren aan goede vrienden. De demo tape bestond uit haar vertolkingen van Cry me a river en Killing me softly en is op internet geplaatst na haar auditie. Boyle won verschillende lokale zangwedstrijden, en haar moeder probeerde haar over te halen om zich in te schrijven voor Britain's Got Talent. Ze moedigde haar aan om het risico te nemen voor een groter publiek te zingen dan haar eigen kerk.

## Britain's Got Talent 2009
Bij haar auditie voor Britain's Got Talent werd Boyle sceptisch ontvangen. Zowel het publiek als de jury uitten hun bedenkingen op grond van haar leeftijd en haar naar hun mening onaantrekkelijke voorkomen. Maar haar vocale optreden werd extreem goed ontvangen. Ze kreeg een staande ovatie van het publiek en de jury, en daarbij 'yes'-stemmen van alle juryleden. De auditie werd opgenomen in januari 2009 in het Clyde Auditorium in Glasgow en uitgezonden in april van dat jaar.
Het contrast tussen Boyles eerste ontvangst en haar stem trok wereldwijd belangstelling. Artikelen over haar verschenen in kranten over de hele wereld, terwijl video's van haar optreden meer dan 100 miljoen keer online werden bekeken binnen drie weken. Jurylid Simon Cowell contracteerde Boyle bij zijn eigen Syco Music-platenlabel, een dochter van Sony Music.
Negen dagen na haar televisiedebuut waren de beelden van haar auditie, interviews met haar, en haar opname uit 1999 van Cry me a river in totaal meer dan honderd miljoen keer bekeken op internet. Uiteindelijk eindigde Boyle in de competitie op de tweede plaats, achter het streetdance-collectief Diversity. Eén dag na de finale werd ze uitgeput per ambulance naar een ziekenhuiskliniek vervoerd om enkele dagen bij te komen van deze voor haar hectische periode. Op 16 december 2009 werd bekend dat het filmpje van Susans optreden bij Britain's Got Talent op het video kanaal YouTube meer dan 120 miljoen keer was bekeken en hierdoor het meest bekeken filmpje van 2009 was.

## Albums
Op 23 november 2009 kwam Boyles eerste album uit: I dreamed a dream. Dit album, dat op één nummer na allemaal covers bevat, was een internationaal succes met nummer 1-noteringen in onder meer het Verenigd Koninkrijk, de Verenigde Staten, Australië, Zuid-Afrika, Nederland en Vlaanderen. Haar tweede album The gift (2010) en haar derde album Someone to watch over me (2011) waren eveneens zeer succesvol. Haar zevende studioalbum A wonderful world verscheen in 2016. Wereldwijd verkocht Boyle in totaal 25 miljoen albums. 

## Verdere loopbaan
Boyle werd ook buitengewoon populair in de Verenigde Staten. Zij trad onder meer op met Elaine Paige, Barbra Streisand en Donny Osmond. Ze werd genomineerd voor verscheidene Billboard Music Awards en Grammy Awards en ze won onder meer een World Music Award. In 2019 nam Susan Boyle deel aan America’s Got Talent: De Kampioenen. Zij kreeg voor haar uitvoering van Wild Horses een 'golden buzzer' van de jury.

## Discografie

### Albums
| Album met eventuele hitnotering(en) in de Nederlandse Album Top 100 | Datum van verschijnen | Datum van binnenkomst | Hoogste positie | Aantal weken | Opmerkingen |
| ------------------------------------------------------------------- | --------------------- | --------------------- | --------------- | ------------ | ----------- |
| I dreamed a dream                                                   | 20-11-2009            | 28-11-2009            | 1(3wk)          | 23           | Goud        |
| The gift                                                            | 05-11-2010            | 13-11-2010            | 1(1wk)          | 18           |             |
| Someone to watch over me                                            | 05-11-2011            | 12-11-2011            | 18              | 17           |             |
| Standing ovation - The greatest songs from the stage                | 16-11-2012            | 24-11-2012            | 11              | 13           |             |
| Home for Christmas                                                  | 22-11-2013            | 30-11-2013            | 12              | 6            |             |

| Album met hitnotering(en) in de Vlaamse Ultratop 200 albums | Datum van verschijnen | Datum van binnenkomst | Hoogste positie | Aantal weken | Opmerkingen |
| ----------------------------------------------------------- | --------------------- | --------------------- | --------------- | ------------ | ----------- |
| I dreamed a dream                                           | 2009                  | 28-11-2009            | 1(5wk)          | 24           | Platina     |
| The gift                                                    | 2010                  | 13-11-2010            | 2               | 28           | Goud        |
| Someone to watch over me                                    | 2011                  | 12-11-2011            | 4               | 17           | Goud        |
| Standing ovation - The greatest songs from the stage        | 2012                  | 24-11-2012            | 18              | 18           |             |
| Home for Christmas                                          | 2013                  | 30-11-2013            | 36              | 9            |             |
| Hope                                                        | 21-11-2014            | 29-11-2014            | 81              | 11           |             |
| A wonderful world                                           | 25-11-2016            | 03-12-2016            | 92              | 6            |             |

### Singles
| Single met eventuele hitnotering(en) in de Nederlandse Top 40 | Datum van verschijnen | Datum van binnenkomst | Hoogste positie | Aantal weken | Opmerkingen                 |
| ------------------------------------------------------------- | --------------------- | --------------------- | --------------- | ------------ | --------------------------- |
| Wild horses                                                   | 26-10-2009            | -                     |                 |              | Nr. 99 in de Single Top 100 |

| Single met hitnotering(en) in de Vlaamse Ultratop 50 | Datum van verschijnen | Datum van binnenkomst | Hoogste positie | Aantal weken | Opmerkingen                 |
| ---------------------------------------------------- | --------------------- | --------------------- | --------------- | ------------ | --------------------------- |
| I dreamed a dream                                    | 2009                  | 05-12-2009            | 18              | 7            | Nr. 4 in de Radio 2 Top 30  |
| Perfect day                                          | 11-10-2010            | 20-11-2010            | tip32           | -            | Nr. 7 in de Radio 2 Top 30  |
| You have to be there                                 | 2011                  | -                     |                 |              | Nr. 19 in de Radio 2 Top 30 |